# ワールド極真会館
ワールド極真会館（わーるどきょくしんかいかん、英語: World Kyokushin Kaikan）は、2018年に九州地区の極真空手道場が結集し設立した一般社団法人。正式名称は一般社団法人国際空手道連盟ワールド極真会館（こくさいからてどうれんめいわーるどきょくしんかいかん）。

## 概要
1981年3月、大山倍達の命により設立された極真会館鹿児島県支部を前身として、2018年9月に極真会館（松井派）を退会した竹隆光によって創立される。
ワールド極真会館では、極真会館創始者・大山倍達より受け継いだ極真カラテの厳しい鍛錬と技術体系による身体の健全な発達と清き人間性の函養を目指し、地域社会に益する事を礎とした活動を行っている。

## 加盟支部一覧
国内
- 埼玉西部道場
- 鹿児島県支部
- 長崎県支部
- 熊本県支部
- 宮崎県支部
- 大分県支部
- 佐賀県支部
- 福岡県支部

海外
- チェコ支部
- 中国支部
- イラン支部
- ブラジル支部
- チリ支部
- スリランカ支部
- ロシア支部
- インド西ベンガル支部

提携団体
- 国際空手道連盟極真流（International Karate Alliance KyokushinRyu）